# Adrian Metcalfe
Adrian Peter Metcalfe (ur. 2 marca 1942 w Bradford, zm. 8 lipca 2021) – brytyjski lekkoatleta (sprinter), wicemistrz olimpijski z 1964 i wicemistrz Europy z 1962.

## Życiorys
Specjalizował się w biegu na 400 metrów. Zdobył srebrny medal w sztafecie 4 × 400 metrów na mistrzostwach Europy w 1962 w Belgradzie (sztafeta brytyjska biegła w składzie: Barry Jackson, Ken Wilcock, Metcalfe i Robbie Brightwell). Na tych samych mistrzostwach zajął 4. miejsce w biegu na 400 metrów. Startując w reprezentacji Anglii zdobył srebrny medal w sztafecie 4 × 440 jardów (w składzie: Metcalfe, Jackson, Bob Setti i Brightwell) na Igrzyskach Imperium Brytyjskiego i Wspólnoty Brytyjskiej w 1962 w Perth, a w biegu na 440 jardów odpadł w eliminacjach.
Został mistrzem uniwersjady w 1963 w Porto Alegre w biegu na 400 metrów i w sztafecie 4 × 400 metrów.
Zdobył srebrny medal w sztafecie 4 × 400 metrów na igrzyskach olimpijskich w 1964 w Tokio. Sztafeta w składzie: Tim Graham, Metcalfe, John Cooper i Brightwell ustanowiła w finale rekord Europy wynikiem 3:01,6. Na tych samych igrzyskach Metcalfe odpadł w ćwierćfinale biegu na 400 metrów.
Metcalfe był mistrzem Wielkiej Brytanii (AAA) w biegu na 440 jardów w 1961 i 1963. Dwukrotnie poprawiał rekord Wielkiej Brytanii w biegu na 400 metrów doprowadzając go do wyniku 45,7 (2 września 1961 w Dortmundzie). Sześciokrotnie był rekordzistą Wielkiej Brytanii w sztafecie 4 × 400 metrów (do wspomnianego wyżej wyniku 3:01,6 osiągniętego 21 października 1964 w Tokio).
Był pierwszym dyrektorem programowym kanału telewizyjnego Eurosport w 1989. Oficer Orderu Imperium Brytyjskiego (OBE).